# Josephsplatz (métro de Munich)
Josephsplatz (en allemand : U-Bahnhof Josephsplatz) est une station de la U2 du métro de Munich. Elle est située en partie sous la Josephsplatz  dans le secteur de Maxvorstadt, à Munich en Allemagne.
Mise en service en 1980, elle est desservie par les rames de la ligne U2 et, uniquement le samedi, les rames de la ligne de renfort U8.

## Situation sur le réseau

Plan du métro (2020).

Établie en souterrain, Josephsplatz est une station de passage de la ligne U2 du métro de Munich. Elle est située entre la station Hohenzollernplatz, en direction du terminus nord Feldmoching, et la station Theresienstraße, en direction du terminus est Messestadt Ost,.
Elle dispose, d'un quai central encadré par les deux voies de la ligne U2,.